# Carica majka Bian
Carica majka Bian (siječanj 160. – 9. srpanja 230.), osobno ime nepoznato, formalno Carica Wuxuan (武宣皇后, doslovno "ratnička i učena carica") bila je carica majka kineske države Cao Wei, jednog od Tri kraljevstva. Bila je druga supruga gospodara rata Cao Caoa i majka Cao Pija, prvog cara države Cao Wei.
Odrasla je u Baitingu u današnjoj provinciji Shandong; roditelji su joj bili siromašni, te je bila prisiljena uzdržavati ih kao kurtizana. U dobi od 19 godina ju je zapazio mladi Cao Cao i učinio svojom konkubinom. Rodila mu je četiri sina - Cao Pija, Cao Zhanga, Cao Zhija i Cao Xionga. Kineski povijesni izvori je opisuju kao skromnu ženu koja se uglavnom držala izvan politike. Izuzetak je bio 226. kada je kod svog sina uspješno intervenirala u korist Cao Honga kome je prijetilo pogubljenje. Nešto kasnije je oprostila princezi Yu, supruzi svog unuka Cao Ruija koja ju je slučajno uvrijedila.